# راسيل تاتل
راسيل تاتل (بالإنجليزية: Russell Tuttle)‏ هو عالم أحياء وعالم حيوانات وعالم إنسان أمريكي، ولد في 18 أغسطس 1939.